# Max Beesley
Max Beesley (Burnage, Manchester, 15 januari 1971) is een Brits acteur.
Hij is het meest bekend door zijn rol van Charlie Edwards in de televisieserie Hotel Babylon.

## Filmografie
- 1999: Five Seconds to Spare
- 2000: It Was an Accident
- 2001: Kill Me Later
- 2001: The Last Minute
- 2001: Hotel
- 2001: Glitter
- 2002: Anita and Me
- 2003: The Emperor's Wife
- 2004: Hart am Limit
- 2004–2006: Bodies
- 2005: Her Name Is Carla
- 2006-2008: Hotel Babylon
- 2008-2010: Survivors
- 2013: Suits
- 2019: The Gentlemen

- Bibliothèque nationale de France: cb141542411 (data)
- International Standard Name Identifier: 0000 0001 2374 8431
- Library of Congress Control Number: no2005091700
- MusicBrainz: dc8e5259-455c-4cfd-b9dc-0ebb2cbe8992
- Nationale Bibliotheek van Tsjechië: xx0150485
- Nederlandse Thesaurus van Auteursnamen: 191712795
- Virtual International Authority File: 19889753
- WorldCat: E39PBJcWyvKRmrjGwDD3Fx9xDq